# Quartier des directeurs
Le Quartier des directeurs est un monument historique de Guyane situé dans la ville de Cayenne sur l'Île du Diable. Le musée des îles du Salut siège sur ce site.
Le site est inscrit monument historique par arrêté du 26 décembre 2000.